# Schinkelleuchte

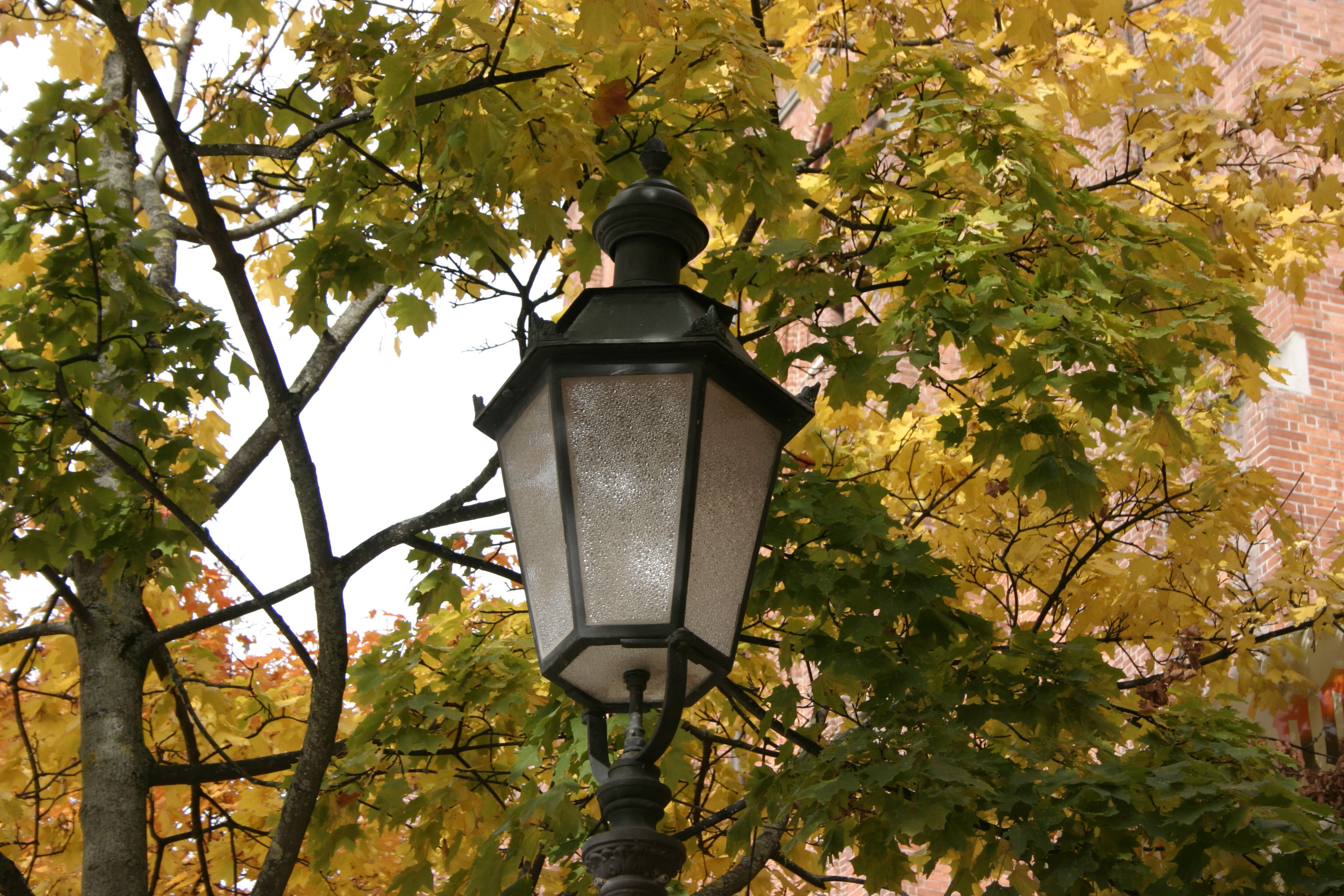
Beispiel einer Schinkelleuchte

Die Berliner Modellleuchte, im Volksmund auch Schinkelleuchte genannt, ist eine sechsseitige Variante der Mast- oder Ausleger-Aufsatzleuchte, die 1892 von den Städtischen Gaswerken Berlins für die
Straßenbeleuchtung entworfen wurde. Die Bezeichnung Schinkelleuchte geht auf frühere Entwürfe des Architekten und Berliner Stadtbaumeisters Karl Friedrich Schinkel (1781–1841) für Wandausleger zurück.
Die typische Form dieser sechsseitig verglasten Laterne entspricht einem auf dem Kopf stehenden Pyramidenstumpf mit sechseckiger Grundfläche. 
In seiner ursprünglichen Form wurde das Leuchtmittel mit seinem Gehäuse mittig auf das obere Ende des Mastes gesetzt. Es ergibt sich eine symmetrische Ausleuchtung um den Standort des Mastes herum. In einigen Anwendungsfällen stellt dies einen Nachteil dar, da sich der Mast im Zentrum des ausgeleuchteten Bereiches befindet und dort stören könnte. Demgegenüber stehen die geringeren Kosten im Vergleich zu einer Peitschenleuchte.

## Bildergalerie

Beispiele der Alt-Berliner Modellleuchte
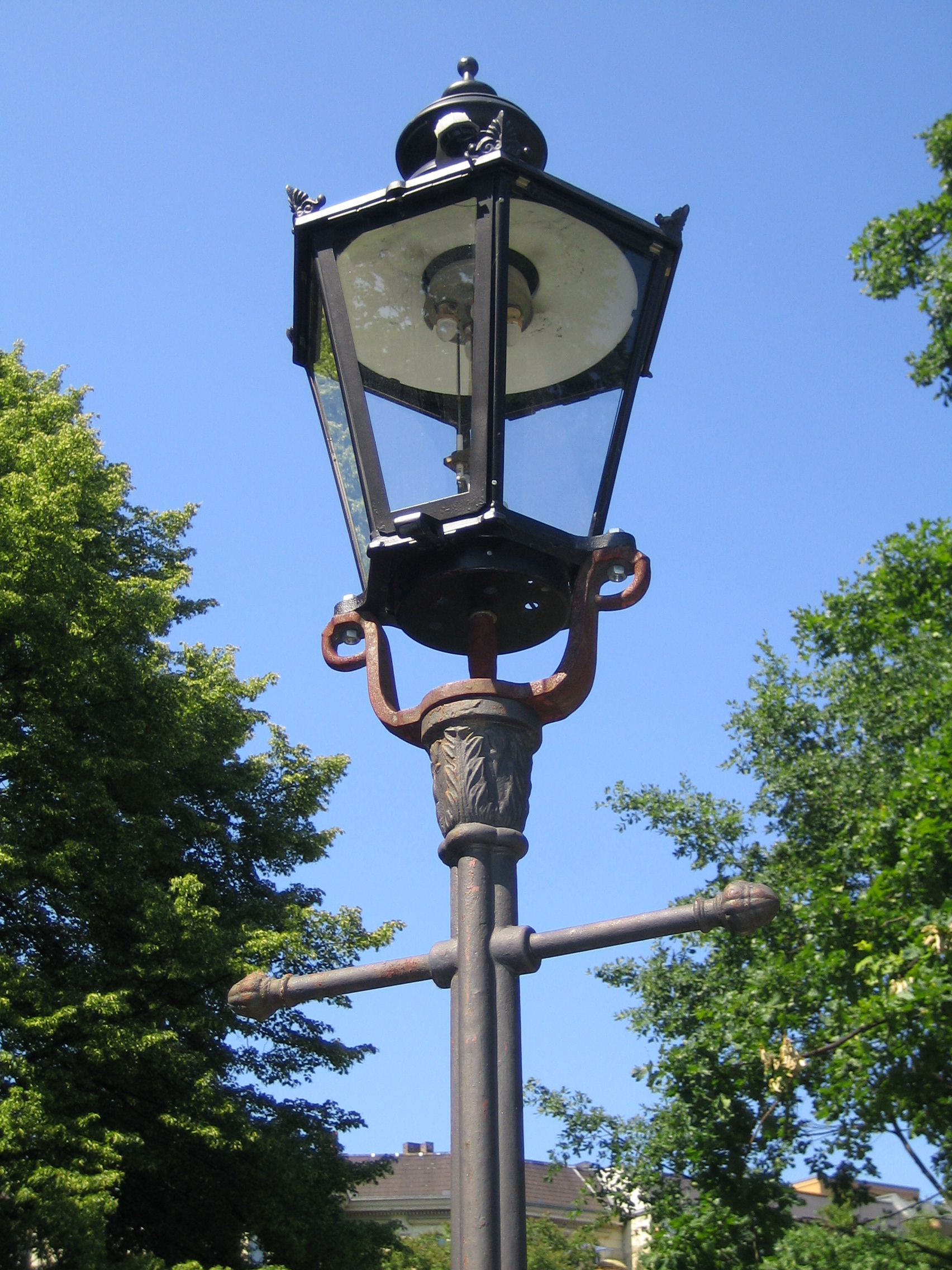
Berliner Modellleuchte auf Faltin-Bündelpfeiler, im Gaslaternen-Freilichtmuseum Berlin
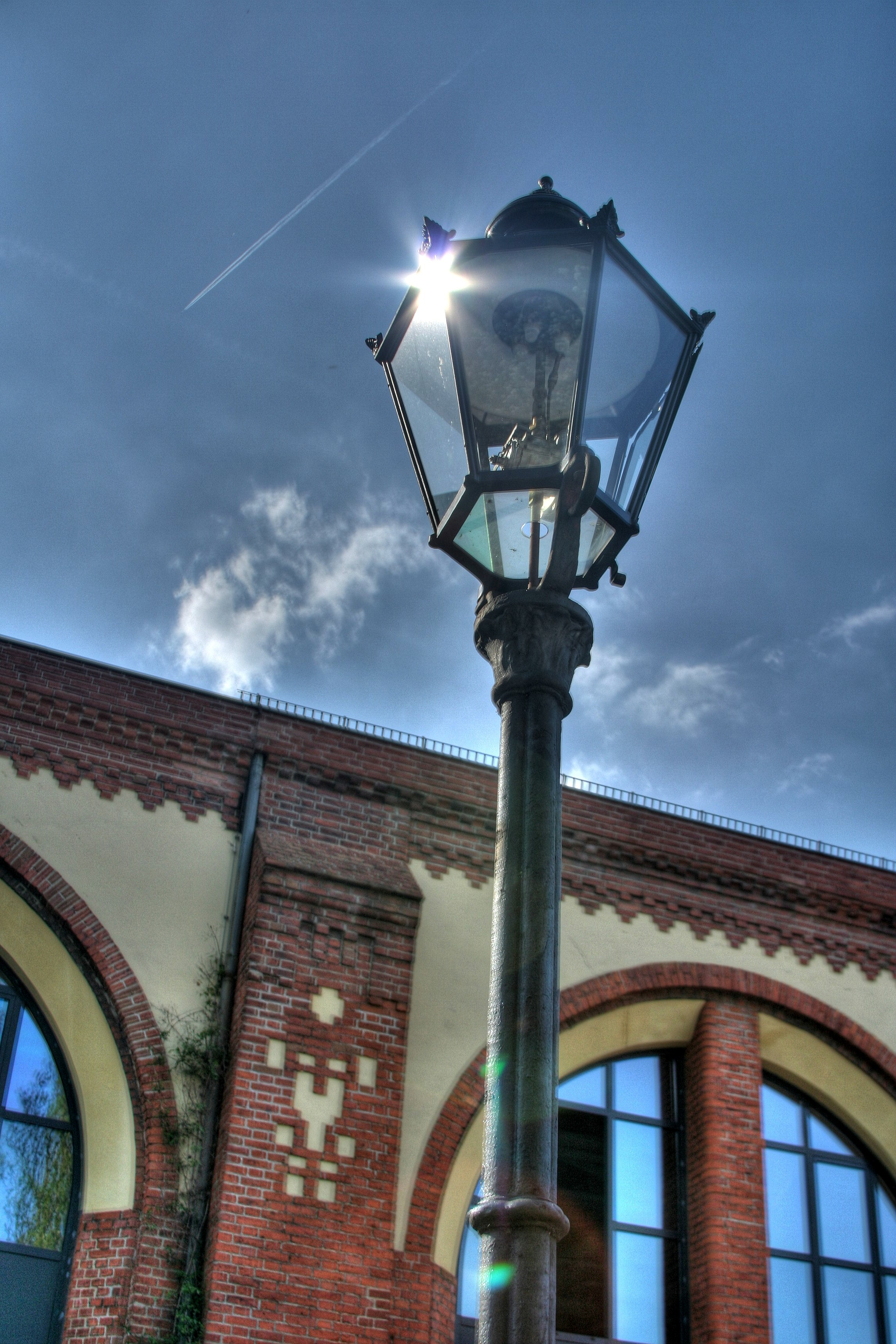
Berliner Gas-Modellleuchte auf Bündelpfeilermast in Berlin
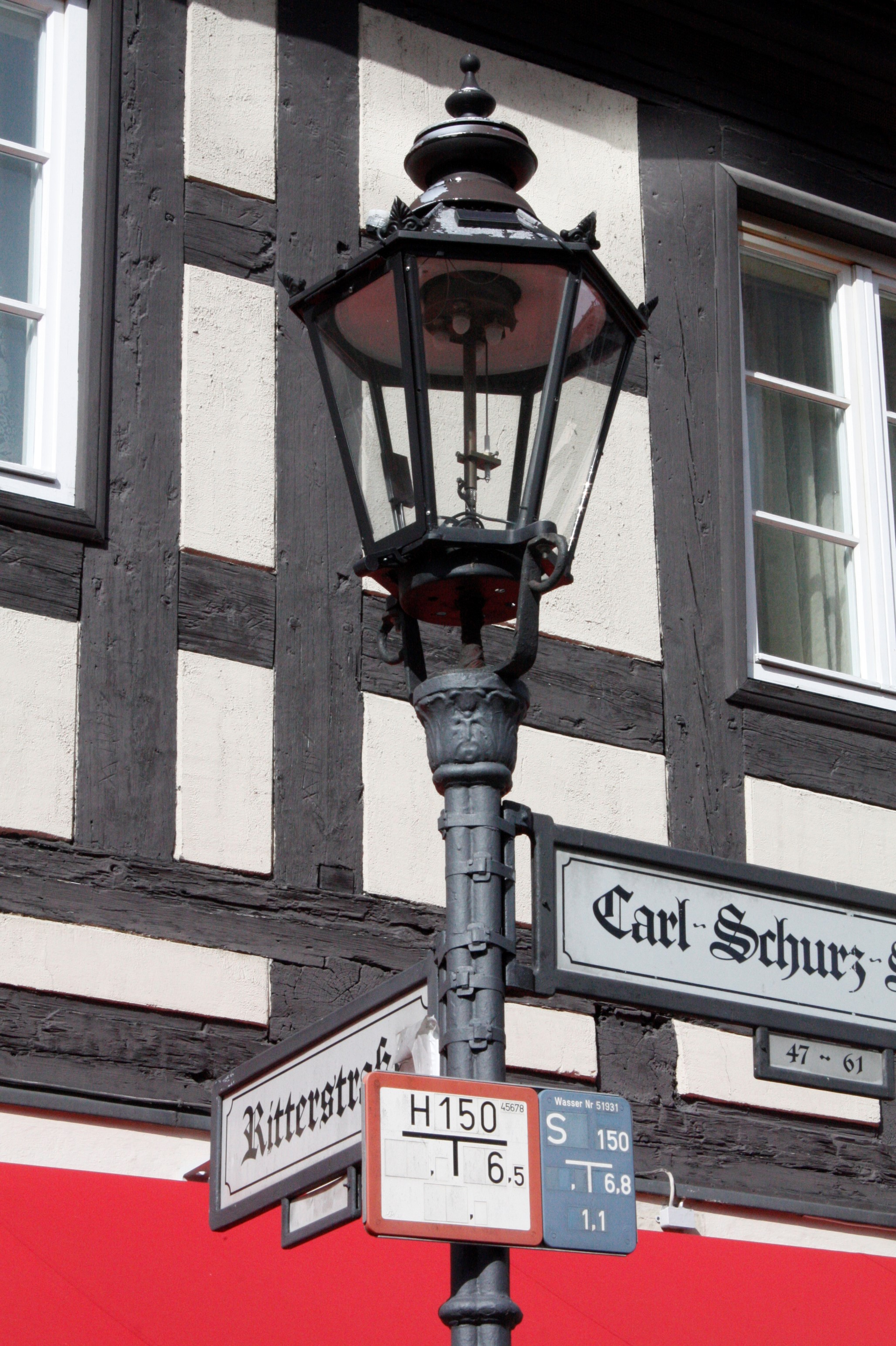
Berliner Gas-Modellleuchte in der Spandauer Altstadt, Berlin
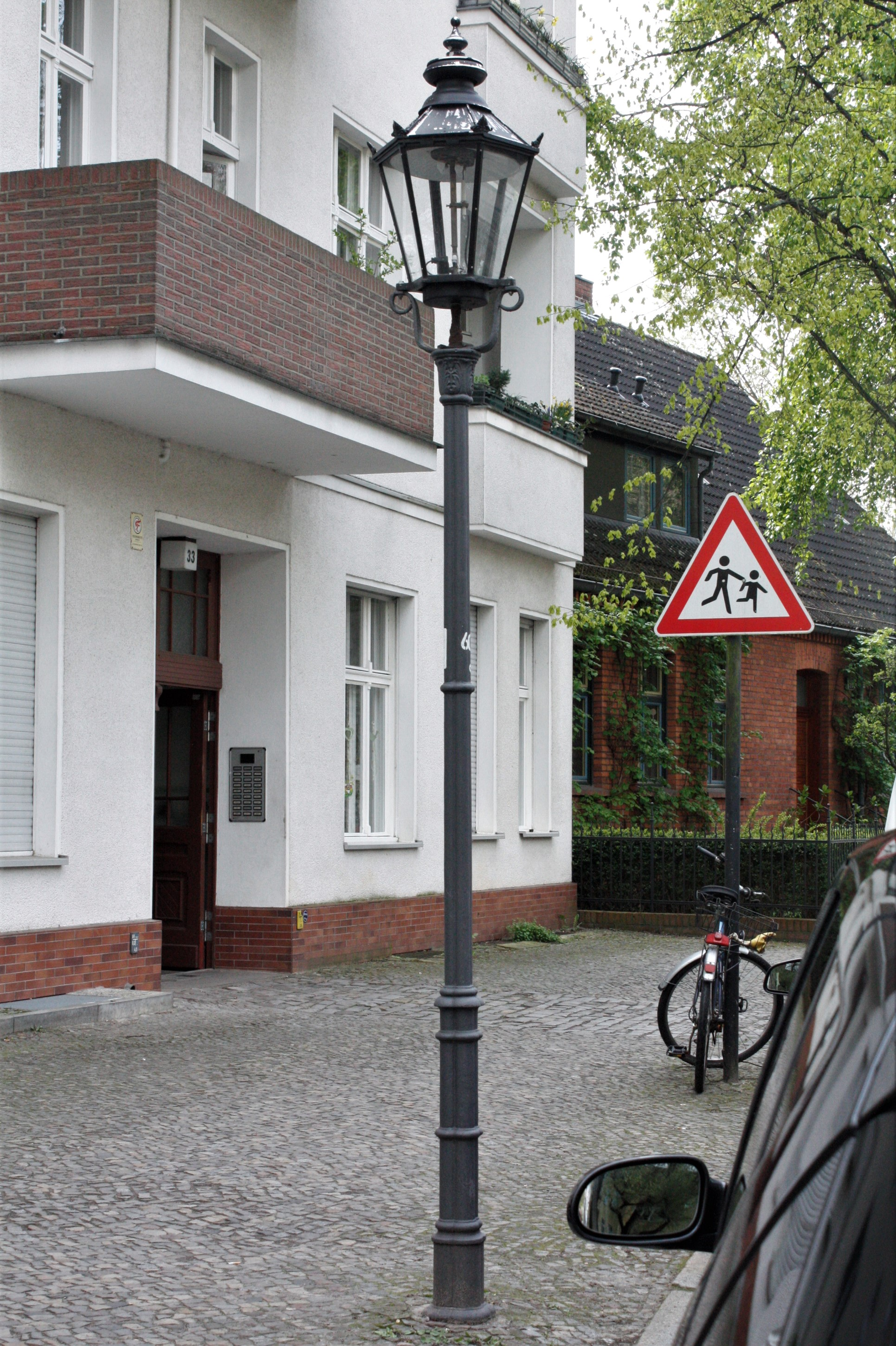
Berliner Gas-Modellleuchte auf Bündelpfeilermast in Alt-Tegel, Berlin
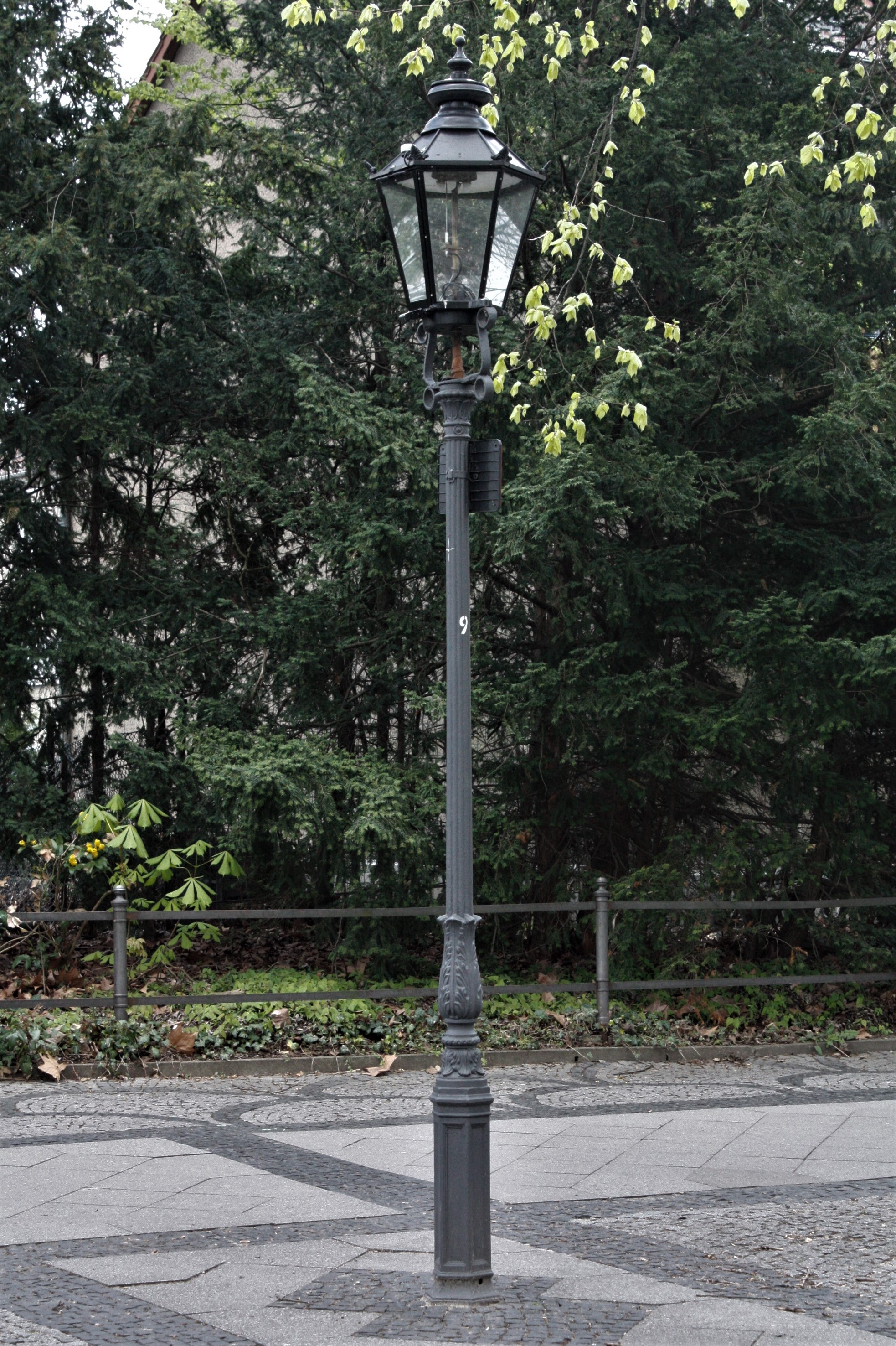
Berliner Gas-Modellleuchte auf Blochmann-Kandelaber in Alt-Tegel, Berlin
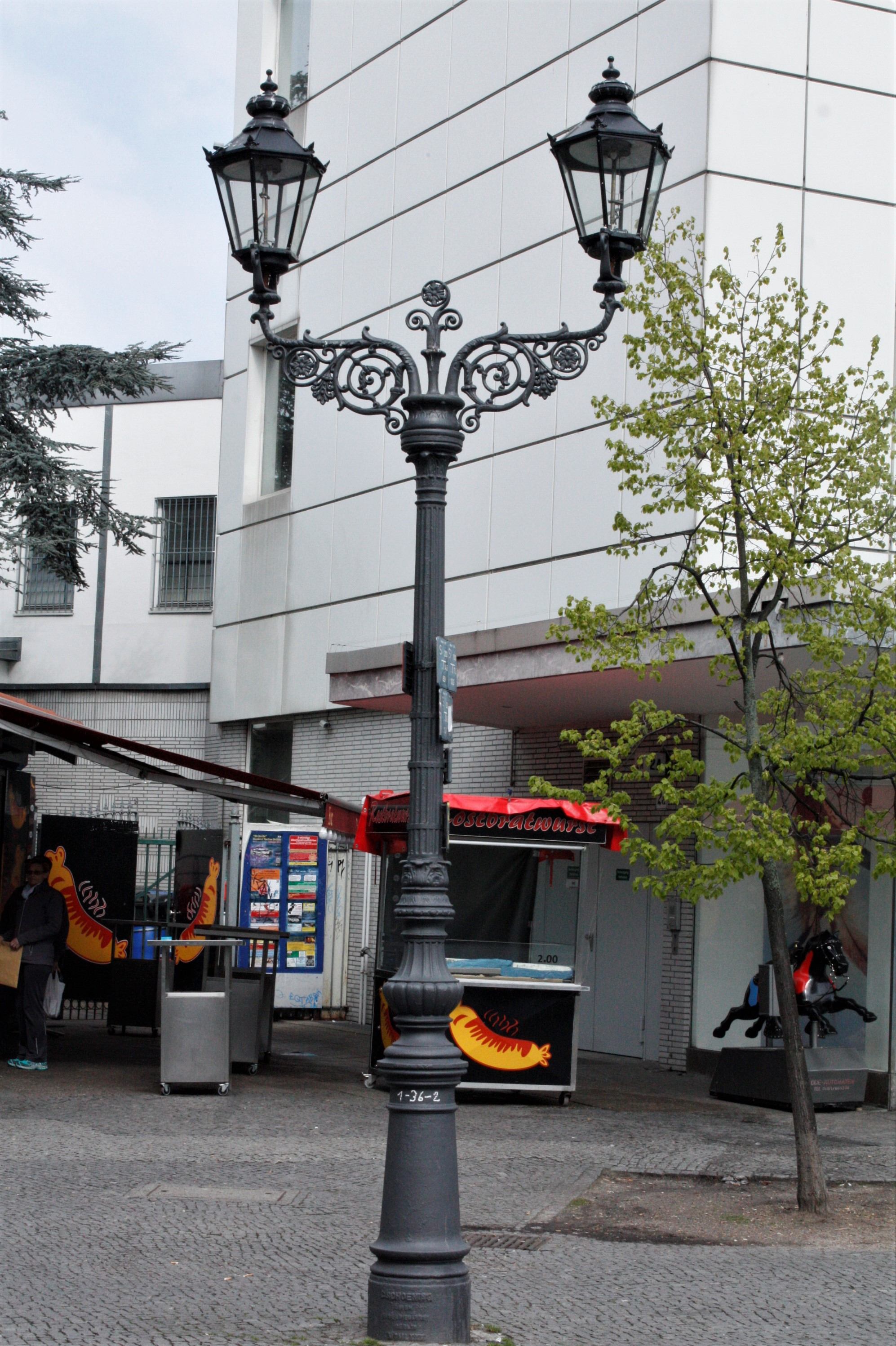
Zwei Berliner Gas-Modellleuchten auf zweiarmigem Schoening-Kandelaber in Alt-Tegel, Berlin
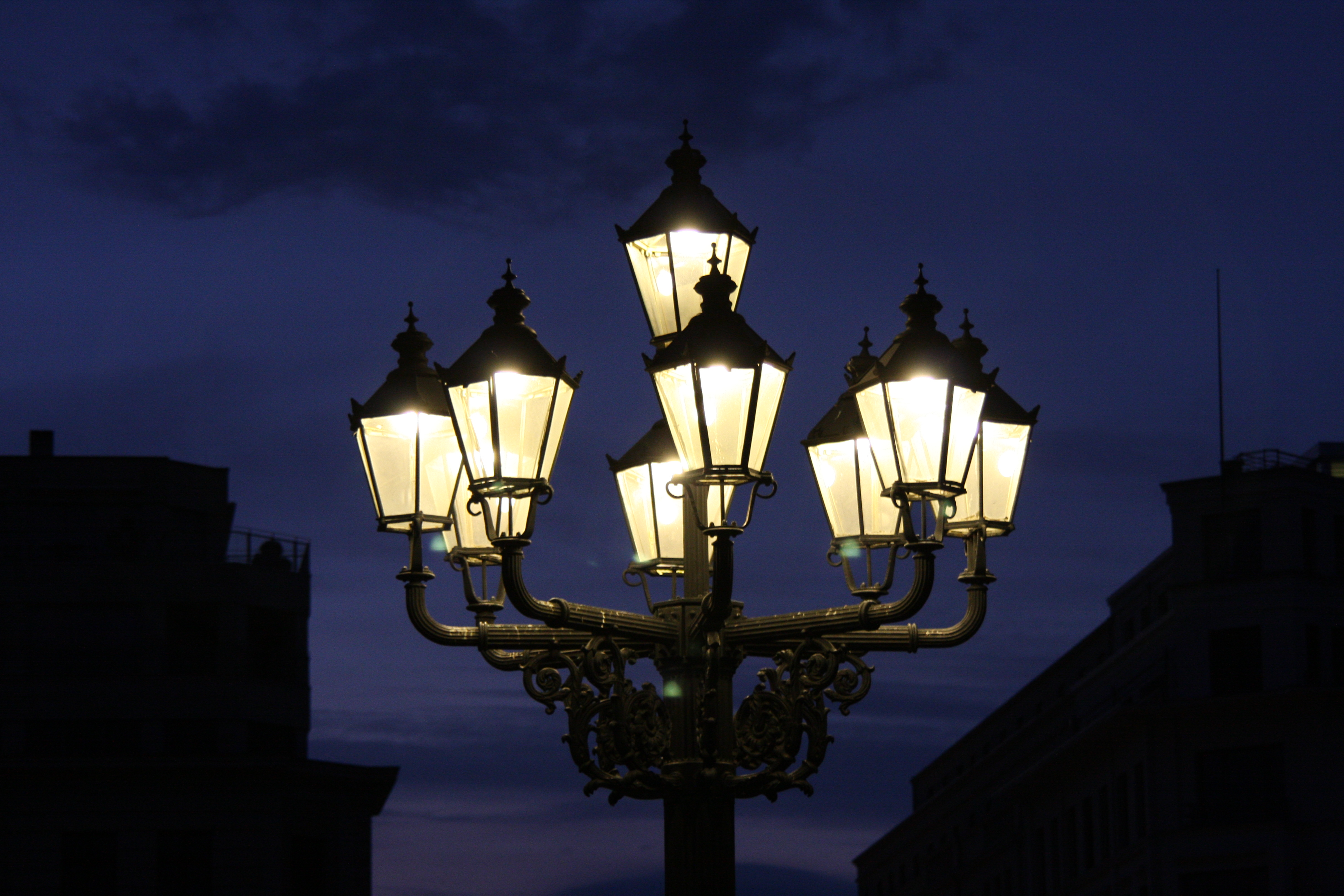
Leuchten am Gendarmenmarkt – mit neun Schinkelleuchten
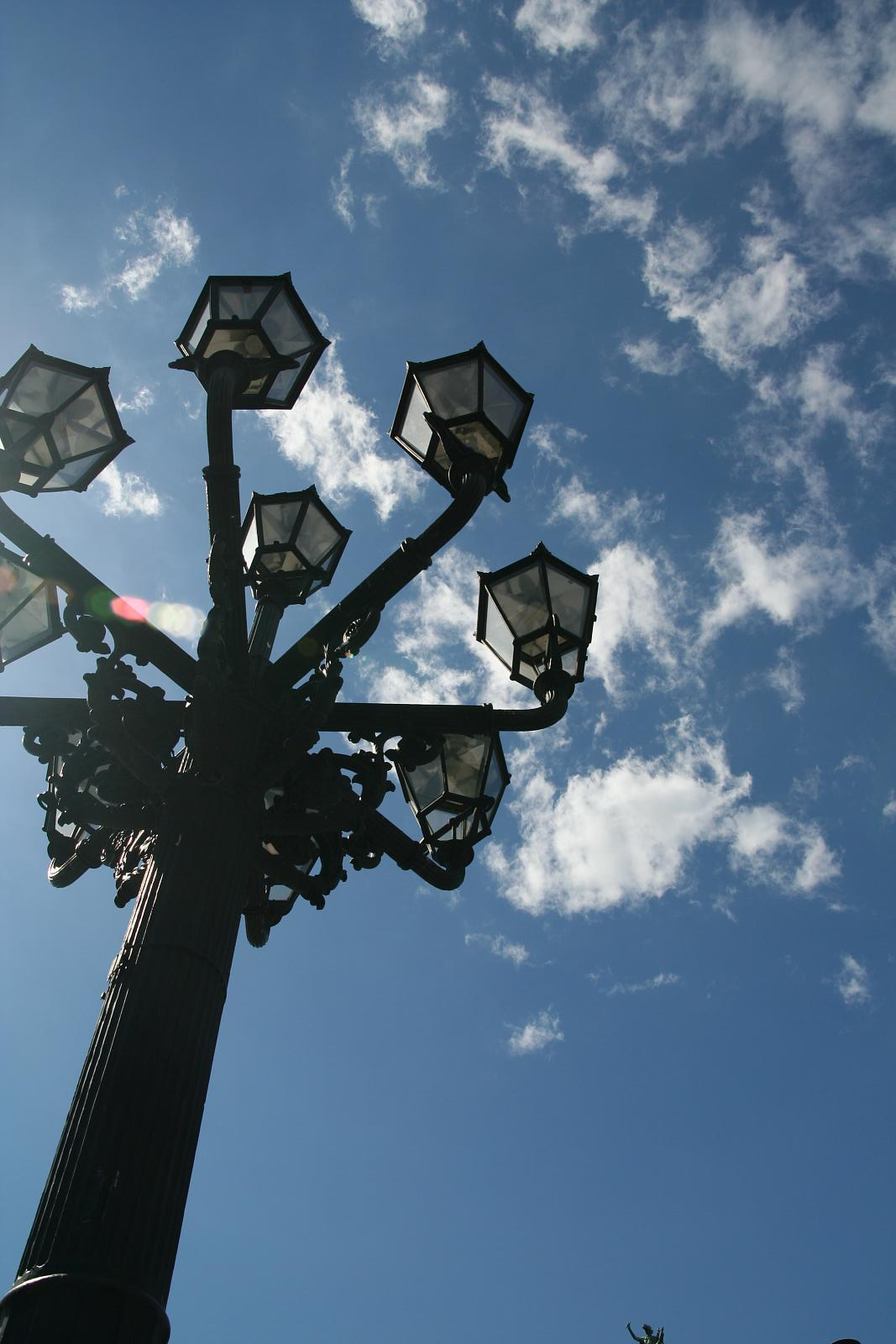
Unterseite der Laternen am Gendarmenmarkt

Ähnliche sechsseitige Aufsatz- und Auslegerleuchten
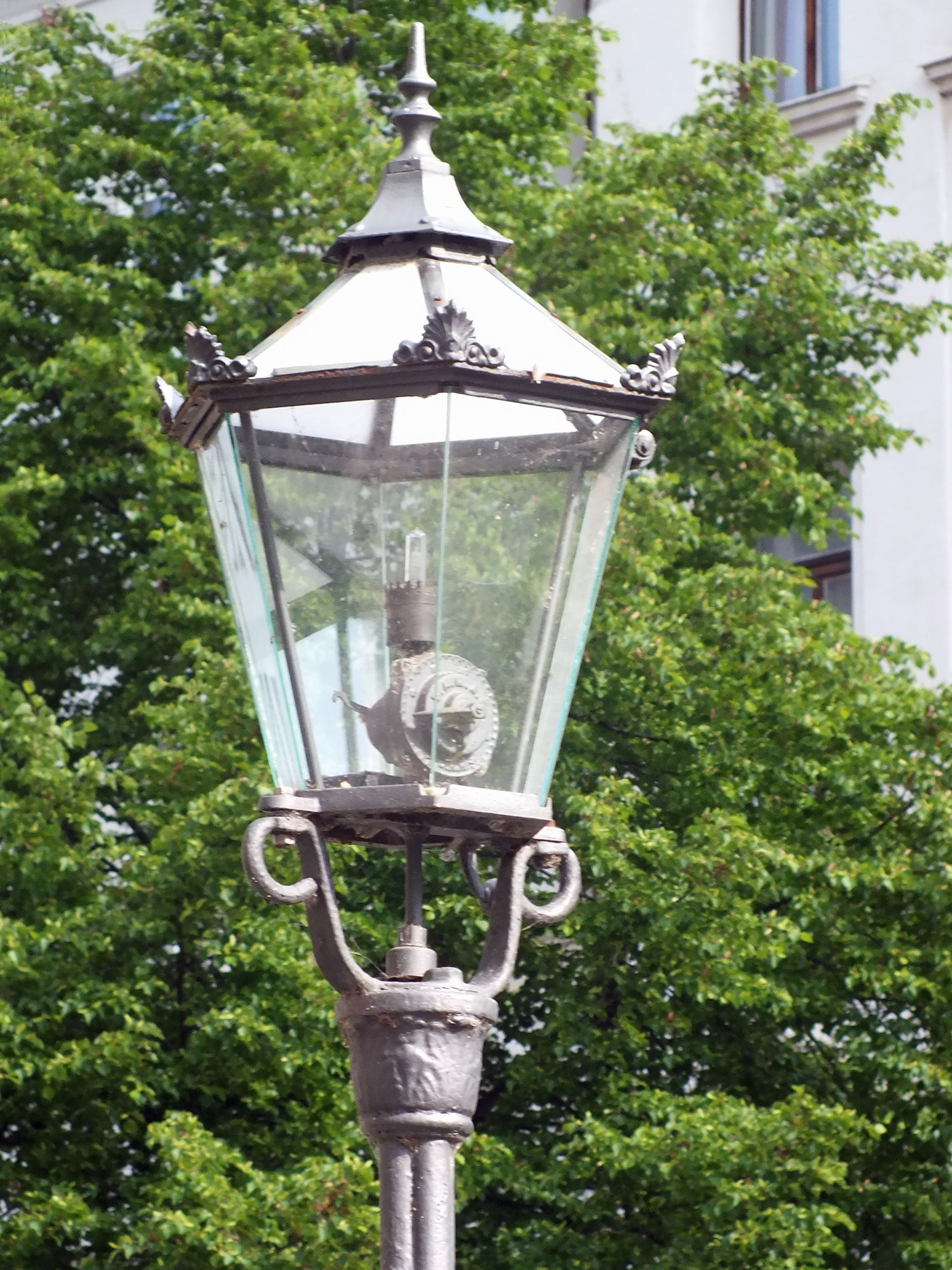
Denkmalgeschützte Aufsatzlaterne am Nikischplatz in Leipzig
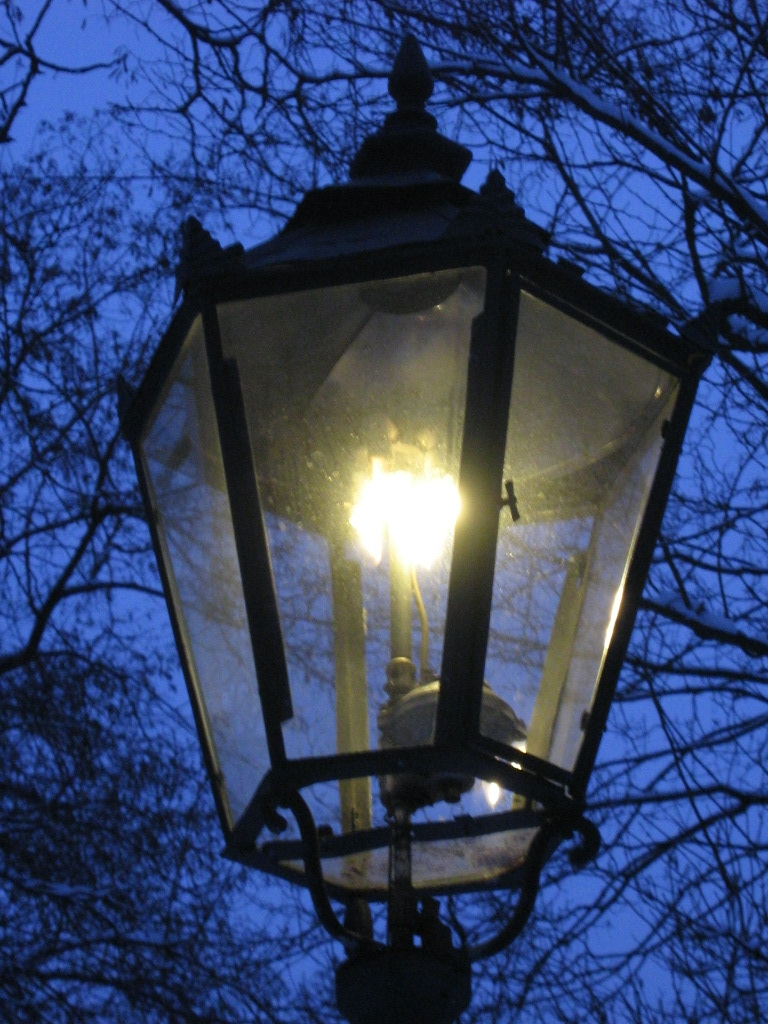
Gas-Aufsatzlaterne in Warschau, Polen
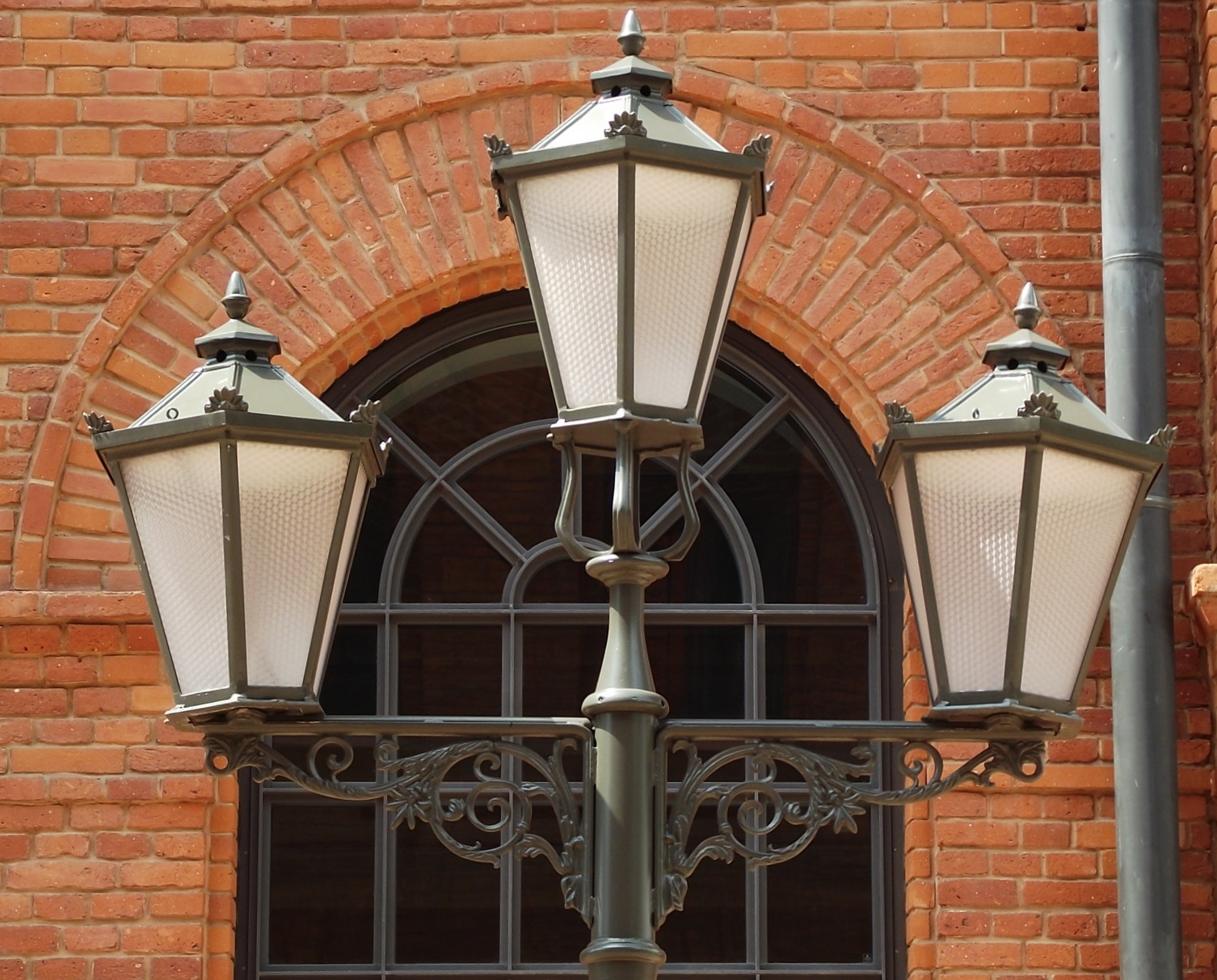
Aufsatz- und Mastauslegerlaternen in Łódź, Polen
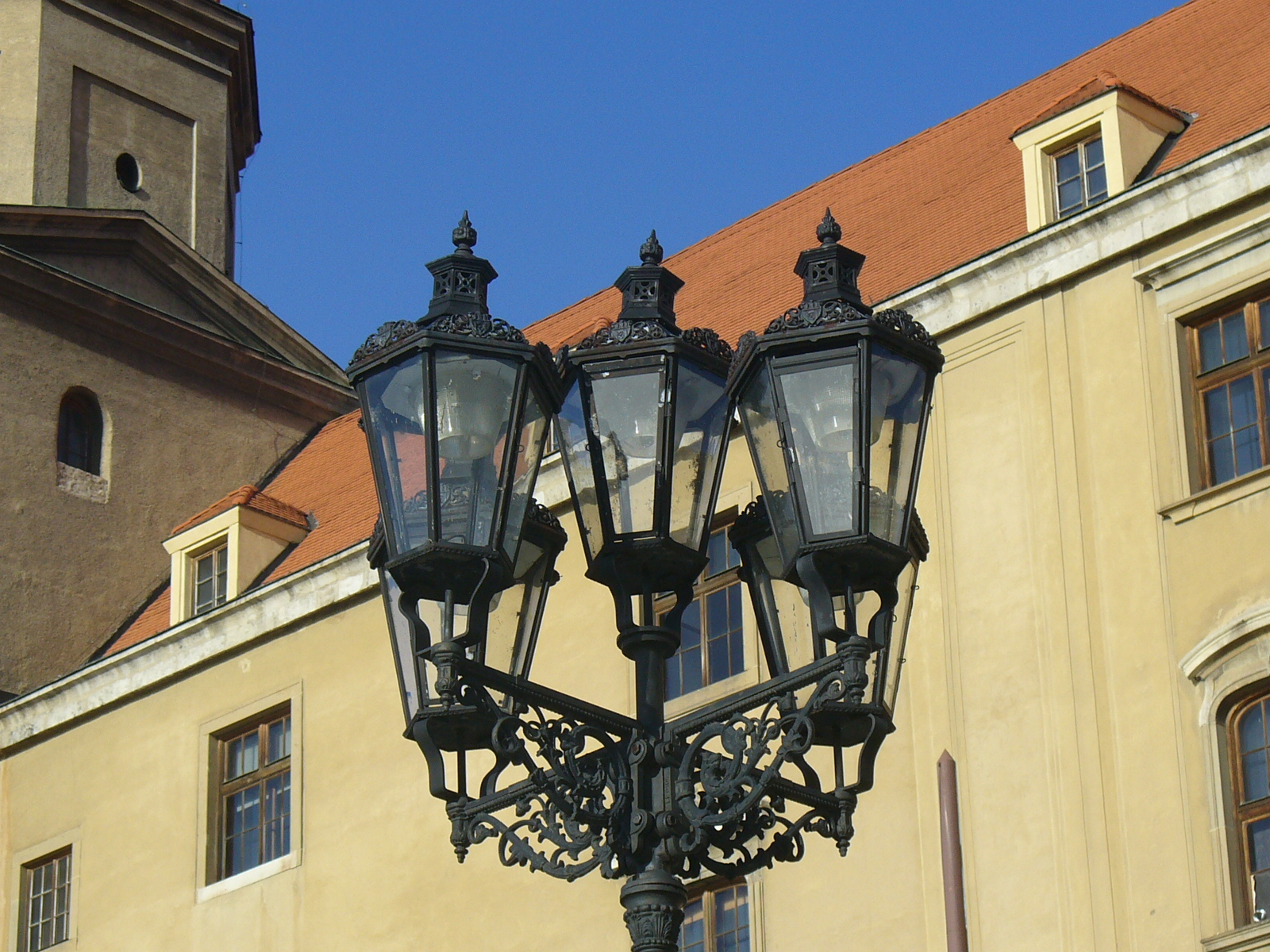
Fünfköpfige Leuchte in Bratislava, Slowakei
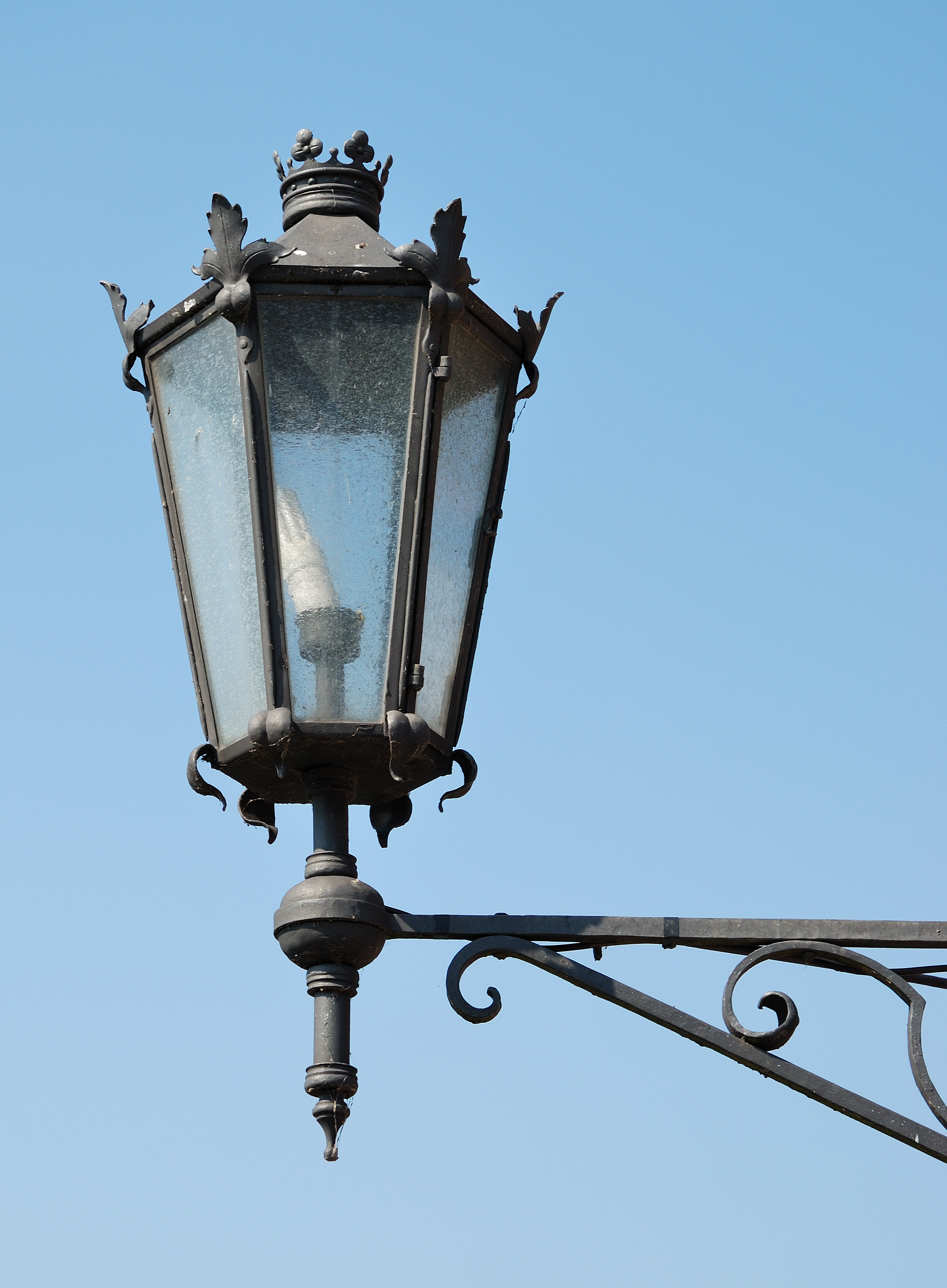
Auslegerleuchte am Schloss Nordkirchen